# Microsoft Family Safety
Título a ser usado para criar uma ligação interna é Microsoft Family Safety.
O Windows Live Proteção para a Família é um aplicativo da linha Windows Live da Microsoft. È similar ao Controle dos Pais integrado ao Windows Vista. Com ele é possivel monitorar o que as crianças fazem no computador, além de permitir e bloquear contatos do Windows Live Messenger, bloquear também, o acesso ao Windows Live Messenger e Windows Live Spaces, bloquear e permitir sites que as crianças possam navegar, entre outros recursos. Baseado no software Controle dos Pais, presente no Windows 7 e Vista.